# 福崎日精
福崎 日精（ふくざき にっしょう、1905年 - 1969年3月11日）は、日本のコンクリート仏師。埼玉県秩父市の護国観音像は弟であり助師である福崎秀雲との共作である。

## 略歴
千葉県勝浦市出身で元々は左官であった。奈良県信貴山で修行した。のちに滋賀県醒井町地蔵院の僧となった。

## 人物
松久朋琳は著書の中で「お惣菜には梅干しと塩昆布のほかは喰わないという、まるで仙人みたいな変わり者で、自分にも他人にも厳しい人でした」と語っている 。また、日精が仕事で倒れ亡くなった事に関しては梅干しや昆布では体がもたなかったと評している。

## 作品
- 白衣観音像[2]　昭和6年（1931年）恵那峡（岐阜県恵那市）北緯35度28分42.3秒 東経137度24分15.8秒 / 北緯35.478417度 東経137.404389度
- 身代り観音像[3]　昭和28年（1953年）東照寺（佐賀県杵島郡江北町）北緯33度13分14.8秒 東経130度9分47.8秒 / 北緯33.220778度 東経130.163278度
- 大涅槃像[4]　昭和32年（1957年）江東寺（長崎県島原市）北緯32度46分53.3秒 東経130度22分8.8秒 / 北緯32.781472度 東経130.369111度
- 金色仁王尊像　昭和33年（1958年）最上稲荷（岡山県岡山市）北緯34度42分31.4秒 東経133度49分58.5秒 / 北緯34.708722度 東経133.832917度
- 白狐像　昭和33年（1958年）最上稲荷（岡山県岡山市）北緯34度42分31.4秒 東経133度49分58.5秒 / 北緯34.708722度 東経133.832917度
- 平和観音像　昭和40年（1965年）虎渓公園（岐阜県多治見市）北緯35度20分38.5秒 東経137度7分46.2秒 / 北緯35.344028度 東経137.129500度
- 大涅槃像　昭和41年（1966年）等応寺（福岡県柳川市）北緯33度9分50.7秒 東経130度23分34.9秒 / 北緯33.164083度 東経130.393028度
- 愛知県春日井市立勝川小学校二宮金次郎像